# Ralph Nader
Ralph Nader (Winsted (Connecticut), 27 februari 1934) is een Amerikaans politiek activist.
In de jaren 60 en 70 van de twintigste eeuw werd hij bekend als activist voor consumenten- en burgerrechten. Nader deed van 1996 tot 2008 viermaal een gooi naar het presidentschap van de Verenigde Staten; de eerste tweemaal deed hij dat als kandidaat voor de Green Party, de laatste twee als onafhankelijke kandidaat.

## Levensloop

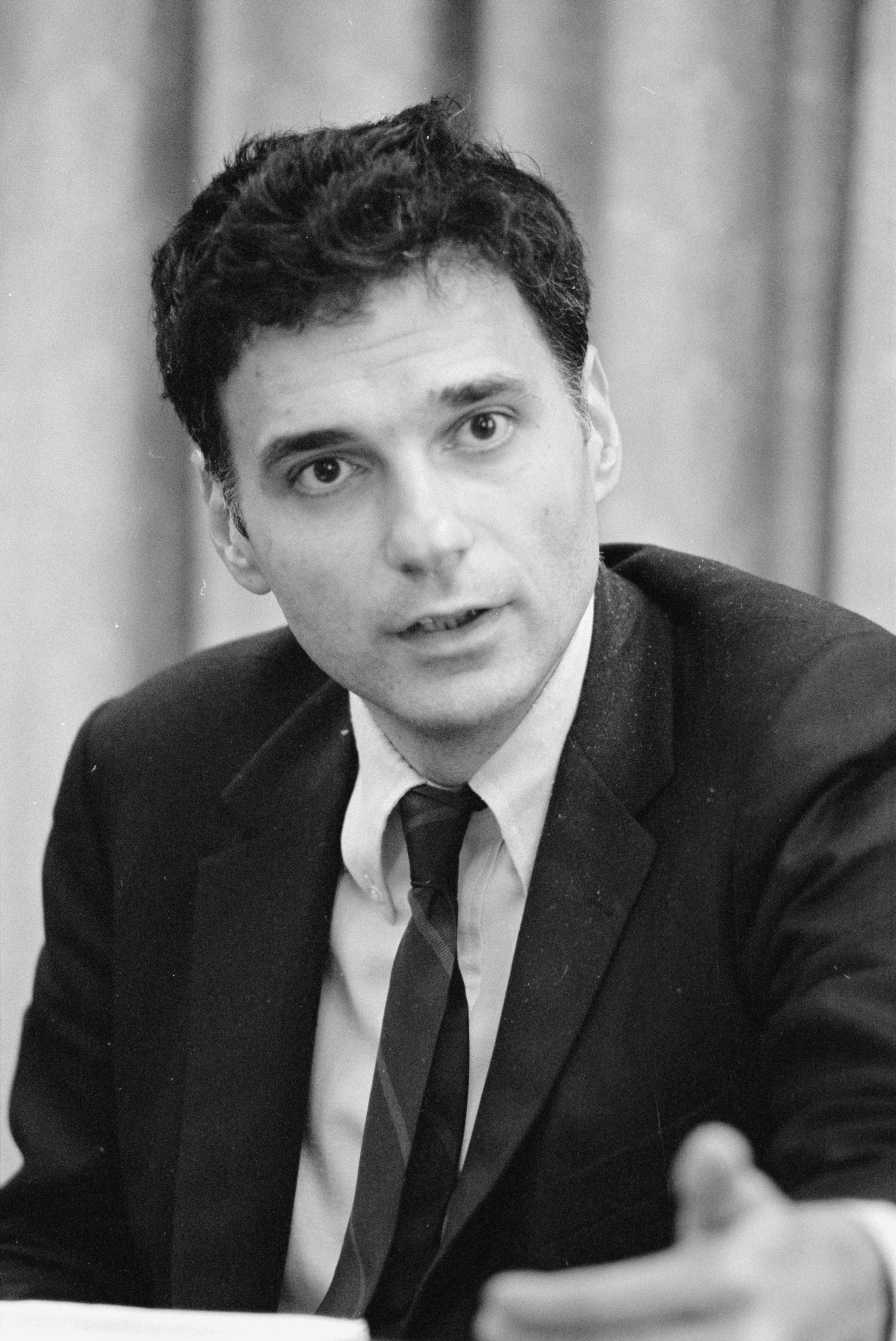
Ralph Nader in 1975

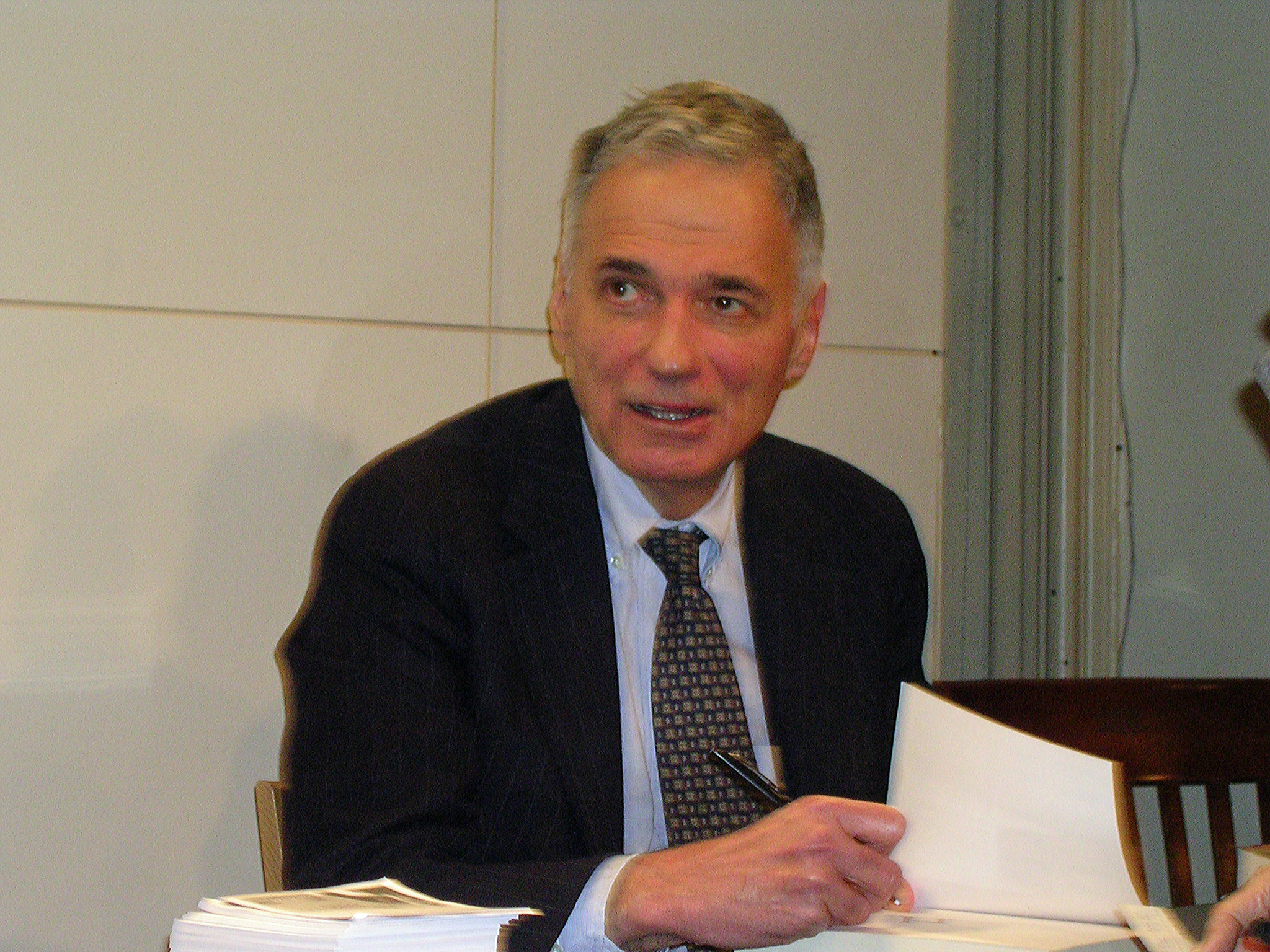
Ralph Nader (2007)

Nader groeide op in Connecticut als zoon van Libanese immigranten. Hij is afgestudeerd aan Princeton (1955) en de Harvard Law School (1958). Vervolgens werkte hij als assistent van Daniel Patrick Moynihan, als freelance schrijver en als adviseur.
In 1958 publiceerde hij een eerste artikel waarin hij de onveiligheid van de Amerikaanse auto's aanklaagde (American Cars: designed for death). In 1960 vestigde hij zich als advocaat in de staat Connecticut. In 1964 vestigde hij zich in Washington en hield hij zich hoofdzakelijk bezig met de veiligheid van consumentenproducten. Hij adviseerde de overheid over de autoveiligheid. Bekend werd hij door het boek Unsafe at any speed in 1965 over de onveiligheid van de Chevrolet Corvair. Hij spande rechtszaken aan tegen onder meer General Motors.
In 1971 richtte hij Public Citizen op, een groep die zich hard maakt voor consumenten- en burgerrechten. Geassisteerd door zijn zogenaamde Nader's Raiders, jonge, idealistische studenten en academici, voerde hij onderzoek naar de veiligheid of kwaliteit van allerlei zaken en diensten zoals wasproducten, zoetstoffen, synthetisch textiel en verzekeringen. Dit leidde vaak tot nieuwe wetgeving of verscherpt overheidstoezicht. Nadat Nader hier in 1980 mee stopte, richtte hij een aantal andere non-profitorganisaties rond dezelfde thema's op.
In 1972 publiceerde Nader het boek Who runs Congress? waarin hij argumenteerde dat het Amerikaanse Congres faalde in zijn wetgevende en controlerende macht.

## Presidentskandidatuur
Nader deed verschillende jaren mee in de verkiezingen voor het presidentschap. Ondanks de steun van enkele bekende Amerikanen, zoals de rockband Pearl Jam, ex-Dead Kennedys-voorman Jello Biafra en acteur Warren Beatty wist hij nooit meer dan enkele procenten van de stemmen te halen.

### 1996
In 1996 streed Nader voor het eerst om het presidentschap van de VS, met Winona LaDuke als running mate. Hij haalde minder dan 1% van de stemmen (mede omdat hij weigerde meer dan $5000 aan zijn campagne te besteden), maar voerde een aantal organisatorische veranderingen door binnen de Green Party.

### 2000
In 2000 probeerde Nader het weer, wederom met Winona LaDuke. Dit keer haalde hij 3 procent van de stemmen. Nader kreeg veel kritiek omdat hij vooral stemmen weghaalde bij Al Gore (Democraten), de meest linkse van de twee grote kandidaten. Met de 3 procent van Nader zou Gore George W. Bush in Florida verslagen hebben. Tegengeluiden beweerden echter dat zonder de kandidatuur van Nader veel van zijn stemmers thuis waren gebleven in plaats van voor Gore te stemmen.

### 2004
In 2004 deed Nader opnieuw mee. Ditmaal niet namens de Green Party, die uiteindelijk David Cobb als kandidaat koos, maar als onafhankelijk kandidaat. Zijn running mate was Peter Camejo.
Een aantal Democraten verzocht Nader niet mee te doen, vanwege de situatie in 2000. Nader zette echter door, en zijn campagne werd deels gefinancierd door aanhangers van de Republikeinse Partij. Democraten deden verschillende pogingen om Nader in een aantal staten van het stemformulier te krijgen. In drie staten (Ohio, Oklahoma en Hawaï) kon uiteindelijk niet op Nader gestemd worden, en op dertien andere staten stond Nader niet op het formulier maar kon hij op een lege plek bijgeschreven worden. Overigens bleek bij de uitslag dat Nader in 2004 niet zoveel invloed had op de uitkomst als in 2000.
Naders belangrijkste campagnepunten waren de terugtrekking van de Amerikaanse troepen uit Irak, meer aandacht voor milieuzaken, minder macht voor bedrijven, nationalisering van de gezondheidszorg en een lager budget voor defensie.

### 2008
Op 24 februari 2008 maakte Nader bekend in het tv-programma Meet the Press ook mee te zullen doen aan de presidentsverkiezingen van 2008. Ook deze kandidatuur werd geen succes.